# Demänovská Dolina
Demänovská Dolina (maďarsky Deménvölgy) je obec na Slovensku v okrese Liptovský Mikuláš. Žije v ní 369 obyvatel.
Obec vznikla v roce 1964 vyčleněním z částí katastrálních území města Liptovský Mikuláš, Bodic a Demänové. Je rozdělena do několika místních částí – Tri studničky, Jasná, Lúčky, Repiská a okolí Demänovských jeskyní.

## Přírodní poměry
Do správního území obce zasahuje část národního parku Nízké Tatry. V katastrálním území leží národní přírodní rezervace Demänovská dolina a národní přírodní památky Vrbické pleso, Okno, Štefanová a Damänovské jeskyně.